# ГЕС Brokke
ГЕС Brokke — гідроелектростанція на півдні Норвегії, за сотню кілометрів на схід від Ставангера та за 110 км на північ від Крістіансанна. Знаходячись між ГЕС Холен І-ІІ, ГЕС Холен ІІІ, ГЕС Скарг з однієї сторони та ГЕС Hekni з іншої, входить до складу каскаду на річці Отра, яка впадає до протоки Скагеррак у Крістіансанні.
Забір ресурсу для роботи станції починається у сховищі Bossvatn, розташованому на правій притоці Отри річці Bossvassai (витікає з резервуару Blasjoen зі складу гідровузла Ulla-Forre, станції якого знаходяться на протилежному боці водорозділу між басейнами Скагераку та Північного моря). Вперше регулювання цього озера з метою постачання розташованих на нижній Отрі електростанцій здійснили у 1919 році, організувавши здреновування на 8 метрів нижче за природний рівень, котрий складав 529 метрів НРМ (це створювало корисний об'єм у 42,5 млн м3). Після початку роботи ГЕС Brokke у середині 1960-х мінімальний рівень опустили ще далі — до 495 метрів НРМ. Крім того, за розробленими планами теперішній резервуар Bossvatn мав бути лише частиною значно більшого сховища, котре утримувала б споруджена на Отрі після впадіння Bossvassai гребля висотою 75 метрів. Але протести місцевих мешканців проти затоплення їх земель змусили значно скоротити проект.
У підсумку в 1974—1976 роках на виході з Bossvatn звели кам'яно-накидну греблю з моренним ядром висотою 47 метрів та довжиною 575 метрів, яка потребувала 0,44 млн м3 матеріалу. Це дозволило наростити максимальний рівень у сховищі до позначки 551 метр НРМ, що збільшило регульований діапазон до 56 метрів та довело корисний об'єм до 296 млн м3. Втім, на літній період мінімальний рівень встановлений навіть більше за колишній природний — 530 метрів НРМ, і лише взимку Bossvatn максимально спорожнюють в очікуванні на прийом майбутньої талої води.
Зі сховища через правобережний гірський масив Отри прокладено головний дериваційний тунель довжиною 31 км, котрий прямує в південному напрямку підбираючи додатковий ресурс з численних приток головної річки — Bekk fra Noheitjonnane, Hisani, Ljosani (та її притоки Gjesloyani), Skiftesbekken, Lislea, Bekk fra Dei Lange Tjornin, Svinevadsani та Hovestoylani (і її притоки Hylesdalsani). Неподалік машинного залу він стрічається зі ще одним тунелем довжиною біля 12 км, який має північний напрямок та подає воду ще кількох правих приток Отри: Farani, Fjellskardevja та Kvernani (і притоки останньої Bjorndalsbekken).
Машинний зал обладнали чотирма турбінами типу Френсіс — трьома потужністю по 77 МВт у 1964—1965 роках та однією потужністю 102 МВт у 1976-му. Вони працюють при напорі від 244 до 303 метрів та забезпечують виробництво 1,5 млрд кВт-год електроенергії на рік.
Відпрацьована вода відводиться до Отри.